# Cyrtinus melzeri
Cyrtinus melzeri là một loài bọ cánh cứng trong họ Cerambycidae.